# Drosophila atrata
Drosophila atrata este o specie de muște din genul Drosophila, familia Drosophilidae, descrisă de Burla și Pavan în anul 1953. Conform Catalogue of Life specia Drosophila atrata nu are subspecii cunoscute.